# Triceps brachii
Triceps brachii, eller vardagligt bara triceps, är en trehövdad muskel på överarmens baksida. Triceps är en muskel. Muskeln kallas trehövdad eftersom den har en infästning i underarmen vid armbågen, men tre olika infästningar i den övre delen. Den första infästningen är i överarmens övre inre del, den andra i överarmens övre yttre del och den tredje i skulderbladet. Triceps ser till att armen kan räta ut sig, det vill säga att den är biceps brachiis antagonist. 
Idrotter som drar fördel av god styrka gällande triceps är bland annat kulstötning, styrkelyft, boxning, bordtennis, golf, tennis, fäktning med mera. 

## Styrketräning
De mest isolerande styrketräningsövningarna för denna muskel, är tricepspress bakom nacken, bänkpress med skivstång och kabelpress med rep. Det finns även träningsmaskiner som isolerar denna muskel.
Då armhävning och bänkpress utförs är denna muskel en aktiv synergist.